# Joe Fagan
Joseph Francis "Joe" Fagan, född den 12 mars 1921 i Liverpool, död den 30 juni 2001 i Liverpool, var en engelsk professionell fotbollsspelare och -tränare, mest känd för sin tid i Liverpool där han ingick i tränarstaben från 1958 till 1985, varav de två sista åren som klubbens huvudtränare.

## Spelarkarriär
Fagan inledde sin professionella spelarkarriär i Manchester City 1938 och kom att spela runt 150 ligamatcher och göra två ligamål för klubben innan han lämnade för Nelson 1951, där han var spelande tränare i två år. Efter kortare sejourer för Bradford (Park Avenue) och Altrincham slutade han som spelare 1955.

## Tränarkarriär
Fagan var assisterande tränare för Rochdale 1956–1958, varefter han blev tränare för Liverpools reservlag. När Bill Shankly, som varit Liverpools huvudtränare sedan 1959, lämnade jobbet 1974 tog Shanklys assisterande tränare Bob Paisley över och utsåg Fagan till sin assisterande. Fagan tog sedan i sin tur över rollen som huvudtränare när Paisley slutade 1983. Fagan skrev då på ett tvåårskontrakt och vann första säsongen ligan, Ligacupen och Europacupen. Året efter tog sig Liverpool åter till final i Europacupen, men förlorade mot Juventus. Under matchen inträffade Heyselkatastrofen då 39 personer omkom. Några timmar efter matchen sade Fagan upp sig och rollen togs över av Kenny Dalglish, som blev spelande tränare.

### Webbkällor
Den här artikeln är helt eller delvis baserad på material från engelskspråkiga Wikipedia, tidigare version.